# Liste der katholischen Pfarreien in Schweden
Die derzeit 44 katholischen Pfarreien in Schweden unterstehen dem Bistum Stockholm.

## A
| Ort in Schweden | Pfarrei              | Gründungsjahr | Kirche |
| --------------- | -------------------- | ------------- | ------ |
| Angered         | St. Paulus vom Kreuz | 1985          |        |

## B
| Ort in Schweden | Pfarrei     | Gründungsjahr | Kirche      |
| --------------- | ----------- | ------------- | ----------- |
| Borås           | St. Sigfrid | 1932          | St. Sigfrid |

## E
| Ort in Schweden | Pfarrei      | Gründungsjahr | Kirche      |
| --------------- | ------------ | ------------- | ----------- |
| Eskilstuna      | Heilig Kreuz | 1948          | St. Sigfrid |

## F
| Ort in Schweden | Pfarrei      | Gründungsjahr | Kirche         |
| --------------- | ------------ | ------------- | -------------- |
| Falun           | St. Katarina | 1965          | Der Gute Hirte |

## G
| Ort in Schweden | Pfarrei            | Gründungsjahr | Kirche           |
| --------------- | ------------------ | ------------- | ---------------- |
| Gävle           | St. Paul           | 1880          | St. Paul         |
| Göteborg        | Kristus Konungen   | 1862          | Kristus Konungen |
| Göteborg        | St Maria Magdalena | 2005          |                  |

## H
| Ort in Schweden | Pfarrei     | Gründungsjahr | Kirche         |
| --------------- | ----------- | ------------- | -------------- |
| Halmstad        | St. Maria   | 1925          | Dreifaltigkeit |
| Helsingborg     | St. Clemens | 1928          | St. Clemens    |
| Hässleholm      | St. Andreas | 1971          | St. Andreas    |

## J
| Ort in Schweden | Pfarrei        | Gründungsjahr | Kirche         |
| --------------- | -------------- | ------------- | -------------- |
| Jönköping       | St. Franziskus | 1956          | St. Franziskus |

## K
| Ort in Schweden | Pfarrei                          | Gründungsjahr | Kirche                           |
| --------------- | -------------------------------- | ------------- | -------------------------------- |
| Kalmar          | St. Kristoffer                   | 1932          | St. Kristoffer                   |
| Karlskoga       | St. Göran                        | 1956          | St. Göran                        |
| Karlstad        | Unsere Liebe Frau vom Rosenkranz | 1954          | Unsere Liebe Frau vom Rosenkranz |

## L
| Ort in Schweden | Pfarrei             | Gründungsjahr | Kirche              |
| --------------- | ------------------- | ------------- | ------------------- |
| Landskrona      | Johannes der Täufer | 1980          | Johannes der Täufer |
| Linköping       | St. Nikolai         | 1964          | St. Nikolai         |
| Luleå           | St. Josef           | 1964          | St. Josef           |
| Lund            | St Thomas von Aquin | 1964          | St Thomas von Aquin |

## M
| Ort in Schweden | Pfarrei               | Gründungsjahr | Kirche                |
| --------------- | --------------------- | ------------- | --------------------- |
| Malmö           | Unser Heiland         | 1870          | Unser Heiland         |
| Malmö           | St Maria in Rosengård | 1986          | St Maria in Rosengård |

## N
| Ort in Schweden | Pfarrei  | Gründungsjahr | Kirche   |
| --------------- | -------- | ------------- | -------- |
| Nyköping        | St. Anna | 1975          | St. Anna |

## S
| Ort in Schweden    | Pfarrei                  | Gründungsjahr | Kirche                     |
| ------------------ | ------------------------ | ------------- | -------------------------- |
| Skövde             | Skaraborg                | 1972          | Unsere Frau zum Rosenkranz |
| Stockholm          | St. Erik                 | 1784/1892     | Domkirche St. Erich        |
| Stockholm          | St. Eugenia              | 1784/1837     | St. Eugenia                |
| Stockholm          | Marie Bebådelse          | 1937          | Marie Bebådelse            |
| Stockholm-Fittja   | St. Botvid               | 1997          | St. Botvid                 |
| Stockholm-Haninge  | Hl Familie               |               | Hl Familie                 |
| Stockholm-Järfälla | Hl Dreifaltigkeit        |               |                            |
| Stockholm-Märsta   | St Franziskus von Assisi |               |                            |
| Stockholm-Nacka    | St. Konrad               |               | St. Konrad                 |
| Stockholm-Täby     | Unstere Frau             |               | Hl Familie                 |
| Sundsvall          | St. Olof                 | 1924          | St. Olof                   |
| Södertälje         | St. Ansgar               | 1966          | St. Ansgar                 |

## U
| Ort in Schweden | Pfarrei        | Gründungsjahr | Kirche         |
| --------------- | -------------- | ------------- | -------------- |
| Umeå            | Christi Mutter | 1972          | Christi Mutter |
| Uppsala         | St. Lars       | 1975          | St. Lars       |

## V
| Ort in Schweden | Pfarrei    | Gründungsjahr | Kirche     |
| --------------- | ---------- | ------------- | ---------- |
| Växjö           | St. Mikael | 1954          | St. Mikael |

## Y
| Ort in Schweden | Pfarrei     | Gründungsjahr | Kirche      |
| --------------- | ----------- | ------------- | ----------- |
| Ystad           | St. Nikolai |               | St. Nikolai |